# W poszukiwaniu szczęścia
W poszukiwaniu szczęścia (ang. Caitlin's Way, 2000–2002) – amerykańsko-kanadyjski serial młodzieżowy stworzony przez Paula Belousa i Thomasa W. Lyncha (twórcę serialu science fiction Tajny świat Alex Mack).
Światowa premiera serialu miała miejsce 11 marca 2000 roku na amerykańskim kanale Nickelodeon. Po raz ostatni serial pojawił się 28 kwietnia 2002 roku.

## Obsada

### Główni
- Lindsay Felton jako Caitlin Seeger
- Cynthia Belliveau jako Dori Lowe
- Ken Tremblett jako Jim Lowe
- Jeremy Foley jako Griffen Lowe

### Pozostali
- Stephen Warner jako Brett Stevens
- Tania Saulnier jako Taylor Langford
- Brendan Fletcher jako Eric Anderson
- Julianna Enciu jako Annie
- Alexandra Purvis jako Julie Stevens
- Sean Amsing jako Jordan Clarke
- Alana Husband jako Nikki (II i III seria)
- Jason McSkimming jako Will Findlay (II i III seria)
- Nathaniel Arcand jako Garth Crowchild (I seria)

## Spis odcinków
| N/o            | Tytuł polski             | Tytuł angielski             |
| -------------- | ------------------------ | --------------------------- |
|                |                          |                             |
| SERIA PIERWSZA |                          |                             |
|                |                          |                             |
| 01             |                          | Stray                       |
| 02             |                          | Stray                       |
| 03             |                          | Stray                       |
|                |                          |                             |
| 04             |                          | Boundaries                  |
|                |                          |                             |
| 05             |                          | Fear and Falling in Montana |
|                |                          |                             |
| 06             |                          | Making Allowances           |
|                |                          |                             |
| 07             | Astronomiczna przyjaźń   | Solar Mates                 |
|                |                          |                             |
| 08             | Niedźwiedź i ja          | Bear with Me                |
|                |                          |                             |
| 09             | Horror                   | Horror Show                 |
|                |                          |                             |
| 10             | Pokaż co potrafisz       | Take Your Best Shot         |
|                |                          |                             |
| 11             | Pierwszy bal Caitlin     | Caitlin's First Dance       |
|                |                          |                             |
| 12             | Testy                    | Testing                     |
|                |                          |                             |
| 13             |                          | Deputy for a Day            |
|                |                          |                             |
| 14             | Wspólna jazda            | Along for the Ride          |
|                |                          |                             |
| 15             | Szczenięca miłość        | Puppy Love                  |
|                |                          |                             |
| 16             | Wewnętrzne lęki          | Caitlin's Trust             |
|                |                          |                             |
| 17             | Kandydat                 | The Candidate               |
|                |                          |                             |
| 18             |                          | Ties That Bind              |
|                |                          |                             |
| 19             | Dramat Caitlin           | Playing Caitlin             |
|                |                          |                             |
| 20             | Prawda czy wyzwanie      | Truth or Dare               |
|                |                          |                             |
| 21             | Próba charakteru         | True Grits                  |
|                |                          |                             |
| 22             | Pod zachodnim niebem     | Under Western Skies         |
|                |                          |                             |
| SERIA PIERWSZA |                          |                             |
|                |                          |                             |
| 23             |                          | The Present                 |
| 24             |                          | The Present                 |
|                |                          |                             |
| 25             |                          | Money Walks                 |
|                |                          |                             |
| 26             |                          | Free Fall                   |
|                |                          |                             |
| 27             | Piękni marzyciele        | Beautiful Dreamers          |
|                |                          |                             |
| 28             |                          | Tremor                      |
|                |                          |                             |
| 29             |                          | All Night Long              |
|                |                          |                             |
| 30             |                          | The Easy Way                |
|                |                          |                             |
| 31             | Spóźnione urodziny       | Belated Birthday            |
|                |                          |                             |
| 32             |                          | Cows and Effects            |
|                |                          |                             |
| 33             | Niebezpieczne oblodzenie | Icicle                      |
|                |                          |                             |
| 34             | Partnerki                | Side Kicks                  |
|                |                          |                             |
| 35             |                          | Outlaws                     |
|                |                          |                             |
| 36             |                          | Unplugged                   |
|                |                          |                             |
| 37             |                          | Dr. Truth                   |
|                |                          |                             |
| 38             |                          | Chemistry                   |
|                |                          |                             |
| 39             |                          | Little Sister               |
|                |                          |                             |
| 40             |                          | Ties That Bind              |
|                |                          |                             |
| 41             |                          | Juliet & Her Romeo          |
|                |                          |                             |